# Branimir Cipetić
Branimir Cipetić (ur. 24 maja 1995 w Splicie) – bośniacki piłkarz pochodzenia chorwackiego występujący na pozycji prawego obrońcy w chorwackim klubie NK Lokomotiva oraz w reprezentacji Bośni i Hercegowiny.

## Kariera klubowa

### CD Vitoria
7 lipca 2017 podpisał kontrakt z klubem CD Vitoria. Zadebiutował 26 sierpnia 2017 w meczu Segunda División B przeciwko UD Logroñés (3:1). Pierwszą bramkę zdobył 17 grudnia 2017 w meczu ligowym przeciwko CA Osasuna B (1:2).

### NK Široki Brijeg
4 lipca 2019 przeszedł do drużyny NK Široki Brijeg. Zadebiutował 27 lipca 2019 w meczu Premijer ligi przeciwko FK Sloboda Tuzla (2:2). Pierwszą bramkę zdobył 30 września 2020 w meczu Pucharu Bośni i Hercegowiny przeciwko NK GOŠK Gabela (0:1).

### NK Lokomotiva
20 stycznia 2021 podpisał kontrakt z klubem NK Lokomotiva. Zadebiutował 22 stycznia 2021 w meczu 1. HNL przeciwko NK Osijek (0:3).

## Kariera reprezentacyjna

### Bośnia i Hercegowina
W 2020 roku otrzymał powołanie do reprezentacji Bośni i Hercegowiny. Zadebiutował 4 września 2020 w meczu Ligi Narodów UEFA przeciwko reprezentacji Włoch (1:1).

## Statystyki

### Klubowe
(aktualne na dzień 1 lutego 2021)
| Klub               | Sezon              | Liga               | Liga  | Liga   | Puchar kraju | Puchar kraju | Suma  | Suma   |
| Klub               | Sezon              | Liga               | Mecze | Bramki | Mecze        | Bramki       | Mecze | Bramki |
| ------------------ | ------------------ | ------------------ | ----- | ------ | ------------ | ------------ | ----- | ------ |
| CD Vitoria         | 2017/18            | Segunda División B | 32    | 3      | 0            | 0            | 32    | 3      |
| CD Vitoria         | 2018/19            | Segunda División B | 30    | 3      | 0            | 0            | 30    | 3      |
| CD Vitoria         | Ogólnie            | Ogólnie            | 62    | 6      | 0            | 0            | 62    | 6      |
| NK Široki Brijeg   | 2019/20            | Premijer liga      | 18    | 0      | 2            | 0            | 20    | 0      |
| NK Široki Brijeg   | 2020/21            | Premijer liga      | 15    | 0      | 1            | 1            | 16    | 1      |
| NK Široki Brijeg   | Ogólnie            | Ogólnie            | 33    | 0      | 3            | 1            | 36    | 1      |
| NK Lokomotiva      | 2020/21            | 1. HNL             | 3     | 0      | 0            | 0            | 3     | 0      |
| NK Lokomotiva      | Ogólnie            | Ogólnie            | 3     | 0      | 0            | 0            | 3     | 0      |
| Ogólnie w karierze | Ogólnie w karierze | Ogólnie w karierze | 98    | 6      | 3            | 1            | 101   | 7      |

### Reprezentacyjne
(aktualne na dzień 1 lutego 2021)
| Reprezentacja        | Rok     | Mecze | Bramki |
| -------------------- | ------- | ----- | ------ |
| Bośnia i Hercegowina |         |       |        |
| 2020                 | 3       | 0     |        |
| Ogólnie              | Ogólnie | 3     | 0      |

| Mecze i gole w reprezentacji | Mecze i gole w reprezentacji | Mecze i gole w reprezentacji | Mecze i gole w reprezentacji | Mecze i gole w reprezentacji | Mecze i gole w reprezentacji | Mecze i gole w reprezentacji | Mecze i gole w reprezentacji |
| Lp.                          | Data                         | Miejsce                      | Gospodarz                    | Gość                         | Wynik                        | Gol                          | Rozgrywki                    |
| ---------------------------- | ---------------------------- | ---------------------------- | ---------------------------- | ---------------------------- | ---------------------------- | ---------------------------- | ---------------------------- |
| 1.                           | 04.09.2020                   | Florencja                    | Włochy                       | Bośnia i Hercegowina         | 1:1                          |                              | Liga Narodów UEFA            |
| 2.                           | 08.10.2020                   | Zenica                       | Bośnia i Hercegowina         | Irlandia Północna            | 1:1 k. 3:4                   |                              | el. ME 2020                  |
| 3.                           | 14.10.2020                   | Wrocław                      | Polska                       | Bośnia i Hercegowina         | 3:0                          |                              | Liga Narodów UEFA            |

## Życie prywatne
Cipetić urodził się w Splicie, w Chorwacji, a dorastał w Kašteli. Jego rodzice są Bośniakami pochodzenia chorwackiego.